# ビチニッコ
ビチニッコ（伊: Bicinicco）は、イタリア共和国フリウリ＝ヴェネツィア・ジュリア州ウーディネ県にある、人口約1,800人の基礎自治体（コムーネ）。

## 地理

### 位置・広がり

#### 隣接コムーネ
隣接するコムーネは以下の通り。
- カスティオンス・ディ・ストラーダ
- ゴナルス
- モルテリアーノ
- パヴィーア・ディ・ウディーネ
- サンタ・マリーア・ラ・ロンガ

### 気候分類・地震分類
ビチニッコにおけるイタリアの気候分類 (it) および度日は、zona E, 2454 GGである。
また、イタリアの地震リスク階級 (it) では、zona 3 (sismicità bassa) に分類される。

## 行政

### 分離集落
ビチニッコには、以下の分離集落（フラツィオーネ）がある。
- Cuccana, Felettis, Griis